# 隔音窗
隔音窗是一种把隔音玻璃嵌入铝合金边框制作而成的框架窗结构。通常应用于需要安静环境及阻隔噪音的场所。

## 隔音玻璃
隔音玻璃是一种对声音起到一定屏蔽作用的玻璃产品，通常是双层或多层复合结构的夹层玻璃，夹层玻璃中间的玻璃膜对声音传播的弱化起到关键作用，具有隔音功能的玻璃产品包括夹层玻璃，中空玻璃，真空玻璃等。